# Sala Bolognese
Sala Bolognese é uma comuna italiana da região da Emília-Romanha, província de Bolonha, com cerca de 6.263 habitantes. Estende-se por uma área de 45 km², tendo uma densidade populacional de 139 hab/km². Faz fronteira com Anzola dell'Emilia, Argelato, Calderara di Reno, Castel Maggiore, Castello d'Argile, San Giovanni in Persiceto.

## Demografia
| Variação demográfica do município entre 1861 e 2011                               |
|                                                                                   |
| Fonte: Istituto Nazionale di Statistica (ISTAT) - Elaboração gráfica da Wikipedia |